# Estrela dupla
Na astronomia observacional, uma estrela dupla ou dupla visual é um par de estrelas que parecem próximas uma da outra no céu, quando vistas da Terra através de um telescópio óptico.
Isto pode acontecer porque o par forma uma estrela binária, isto é, um sistema binário de estrelas em órbita recíproca, gravitacionalmente ligadas uma à outra, ou por causa de um alinhamento casual no céu de duas estrelas que estão a diferentes distâncias. As estrelas binárias são importantes para os astrônomos estelares porque o conhecimento dos seus movimentos permite o cálculo direto da massa e outros parâmetros estelares.
Desde os anos 1780, observadores profissionais e amadores de estrela duplas mediram com telescópios as distâncias e ângulos entre as estrelas duplas para determinar os movimentos relativos dos pares. Se o movimento relativo de um par determina um arco curvado de uma órbita, ou se o movimento relativo é pequeno comparado com o movimento próprio comum das duas estrelas, pode-se concluir que o par está em órbita recíproca como uma estrela binária. De outro modo, o par é óptico. Estrelas múltiplas são também estudadas desta forma, embora a dinâmica de sistemas estelares múltiplos seja mais complexa do que a das estrelas binárias.
Existem três tipos de pares de estrelas:
- Duplas ópticas são estrelas não relacionadas que parecem próximas por causa de um alinhamento casual com a Terra.
- Binárias visuais são estrelas gravitacionalmente ligadas que podem ser vistas separadamente com um telescópio.
- Binárias não visuais são estrelas cuja característica de binárias foi deduzida por meios mais complexos, como a ocultação (binárias eclipsantes), espectroscopia (binárias espectroscópicas) ou anomalias no movimento próprio (binárias astrométricas).

Melhorias nos telescópios podem transformar estrelas anteriormente binárias não visuais em binárias visuais, como aconteceu com Polaris A em 2006. É apenas a impossibilidade de observar telescopicamente duas estrelas separadas que distingue binárias visuais das não visuais.

## História
Mizar, em Ursa Major, foi observada como dupla por Benedetto Castelli e Galileu. A identificação de outras duplas seguiu-se logo: Robert Hooke descobriu um dos primeiros sistemas de estrela dupla, Gamma Arietis, em 1664, enquanto a brilhante estrela meridional Acrux, do Cruzeiro do Sul, foi descoberta como dupla por Fontenay em 1685. A partir daí, a busca foi generalizada e todo o céu foi examinado para identificar estrelas duplas até uma magnitude aparente limite de aproximadamente 9,0. Pelo menos uma em cada 18 estrelas com brilho maior que a magnitude 9,0, na metade setentrional do céu, é conhecida como estrela dupla visível com um telescópio de 910 mm.
As categorias, não relacionadas entre si, de duplas ópticas e binárias verdadeiras são agrupadas por razões históricas e práticas. Quando Mizar foi descoberta como binária, era muito difícil determinar se uma estrela dupla era um sistema binário ou apenas uma dupla óptica. Telescópios melhores, espectroscopia e fotografia são as ferramentas básicas para fazer a distinção. Depois que Mizar foi definida como uma binária visual, descobriu-se que os seus componentes, por sua vez, eram binárias espectroscópicas.

## Observação de estrelas duplas

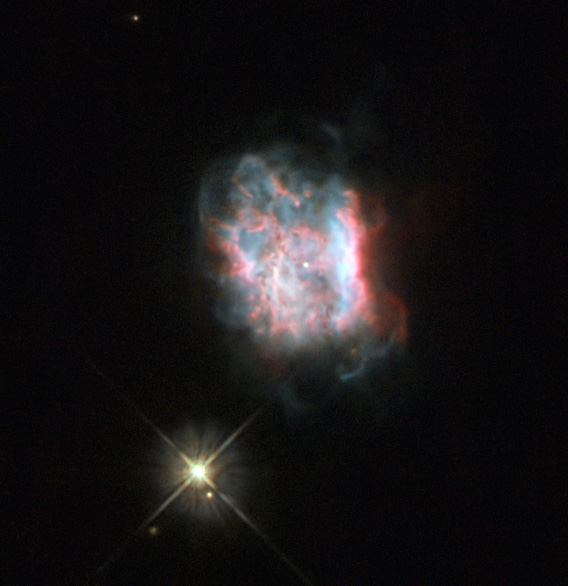
Astrônomos também registraram erradamente observações de uma estrela dupla em lugar de J900 e uma estrela tênue da constelação de Gemini.

A observação de estrelas duplas visuais por medição visual define a separação, ou distância angular, entre as duas estrelas componentes, bem como o ângulo de posição. O ângulo de posição indica a direção em que as estrelas estão separadas e é definido como a orientação do componente mais brilhante para o menos brilhante, em que o norte é 0°. Essas medições são chamadas medidas. Na medida de uma binária visual, o ângulo de posição muda progressivamente e a separação entre as duas estrelas oscila entre os valores máximo e mínimo. Registrando-se as medidas em um plano produz-se uma elipse. Esta é a órbita aparente, a projeção da órbita das duas estrelas na esfera celeste; a órbita real pode ser calculada a partir dela. Embora se imagine que a maioria das duplas visuais catalogadas sejam binárias visuais, as órbitas foram calculadas para apenas alguns milhares dentre as mais de 100 mil estrelas duplas visuais conhecidas.

## Distinção entre estrelas binárias e outras estrelas duplas
Estrelas duplas visuais podem ser distinguidas das estrelas binárias pela observação do seu movimento relativo. Se o movimento é parte de uma órbita, ou se as estrelas têm velocidades radiais similares, ou ainda se a diferença em seus movimentos próprios for pequena comparada com o seu movimento próprio comum, o par é provavelmente físico. Quando observados por um curto período de tempo, os componentes tanto de duplas ópticas quanto de binárias visuais de longo período parecem se mover em linhas retas; por este motivo, pode ser difícil distinguir entre essas duas possibilidades.

## Designações
Algumas estrelas duplas visuais brilhantes têm uma designação de Bayer. Neste caso, os componentes podem ser designados por um sobrescrito. Um exemplo é α Crucis (Acrux), cujos componentes são α1 Crucis e α2 Crucis. Como α1 Crucis é uma binária espectroscópica, ela é na verdade uma estrela múltipla. Sobrescritos também são usados para distinguir pares de estrelas mais distantes, fisicamente não relacionadas, com a mesma designação de Bayer, tais como α1,2 Capricorni (separados por 0,11°), ξ1,2 Centauri (separados por 0,66°) e ξ1,2 Sagittarii (separados por 0,46°). Esses pares ópticos são distinguíveis a olho nu.
Fora esses pares, os componentes de uma estrela dupla são geralmente denotados pelas letras A (para a estrela mais brilhante, primária) e B (para a estrela mais fraca, secundária) acrescidos à designação, de qualquer tipo, da estrela dupla. Por exemplo, os componentes de α Canis Majoris (Sirius) são α Canis Majoris A e α Canis Majoris B (Sirius A e Sirius B); os componentes de 44 Boötis são 44 Boötis A e 44 Boötis B; os componentes de ADS 16402 são ADS 16402A e ADS 16402B, e assim por diante. As letras AB podem ser usadas juntas para designar o par. No caso de estrelas múltiplas, as letras C, D e seguintes podem ser usadas para denotar componentes adicionais, frequentemente em ordem crescente da separação em relação à estrela mais brilhante, A.
| Descobridor                 | Código tradicional | Código WDS   |
| --------------------------- | ------------------ | ------------ |
| Observatório de Brisbane    | Brs0               | BSO          |
| S. W. Burnham               | β                  | BU           |
| James Dunlop                | Δ                  | DUN          |
| William Herschel            | H I, II, etc.      | H 1, 2, etc. |
| N. Lacaille                 | Lac                | LCL          |
| F. G. W. Struve             | Σ                  | STF          |
| Struve Appendix Catalogue I | Σ I                | STFA         |
| Struve Appendix Catalogue I | Σ II               | STFB         |
| Otto Struve                 | OΣ                 | STT          |
| Pulkova Appendix Catalogue  | OΣΣ                | STTA         |

Duplas visuais também são designadas por uma abreviação do nome do seu descobridor seguida por um número de catálogo único para aquele observador. Por exemplo, o par α Centauri AB foi descoberto por Father Richaud em 1689, e, portanto, é designado RHD 1. Outros exemplos são Δ65, a 65ª dupla descoberta por James Dunlop, e Σ2451, descoberta por F. G. W. Struve.
O Catálogo de Estrelas Duplas Washington, uma grande base de dados de estrelas duplas e múltiplas, contém cerca de 100 mil entradas, cada uma indicando as medidas para a separação dos componentes. Cada estrela dupla é uma entrada no catálogo; estrelas múltiplas com n componentes são representadas por entradas no catálogo para n-1 pares, cada uma indicando a separação de um componente para outro. Códigos como AC são usados para denotar quais componentes estão sendo medidos – neste caso, o componente C em relação ao componente A. Isto pode ser alterado para uma forma como AB-D, para indicar a separação de um componente para um par de componentes próximos (neste caso, o componente D em relação ao par AB). Códigos como Aa podem também ser usados para denotar um componente que está sendo medido em relação a outro componente, A neste caso. Designações de descobridor são também relacionadas; entretanto, abreviações tradicionais de descobridor como Δ e Σ  foram codificadas em uma sequência de letras romanas maiúsculas, de modo que, por exemplo, Δ65 ficou DUN 65 e Σ2451 ficou STF2451. Exemplos adicionais são mostrados na tabela ao lado.

## Exemplos

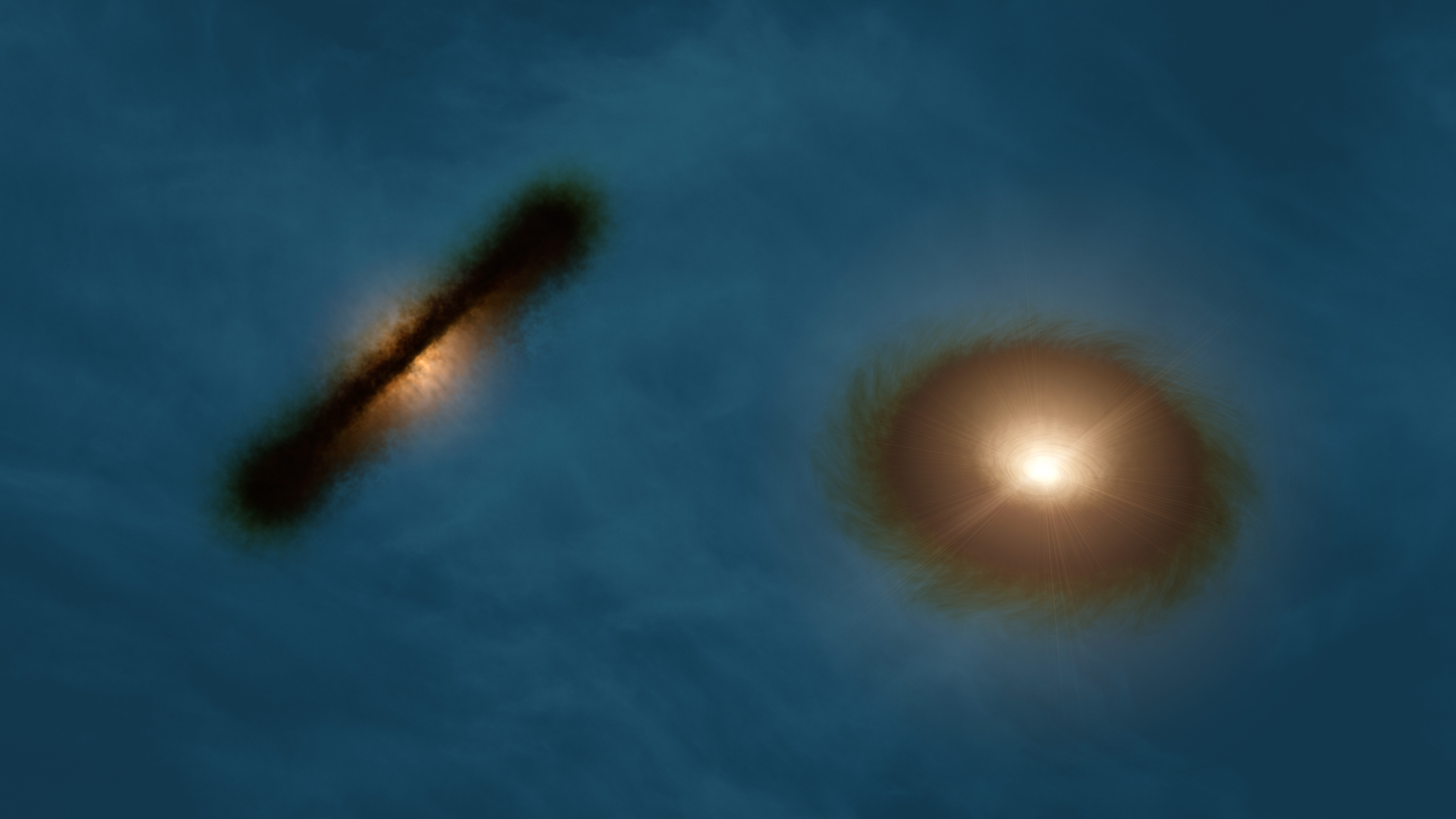
Representação artística dos discos em torno das estrelas jovens HK Tauri A e B.

### Binárias visuais
- Acrux
- Alpha Centauri
- Capella
- p Eridani
- Polaris
- Prócion
- Sirius

### Duplas ópticas
- Alpha1 e Alpha2 Capricorni
- Theta Muscae e Theta Muscae B
- Eta1 e Eta2 Coronae Australis
- Kappa1 e Kappa2 Coronae Australis
- Winnecke 4 (Messier 40)

### Incertas
- Sistema Alpha Centauri (AB) e Proxima Centauri (logo, α Cen C): associação é geralmente considerada um sistema fisicamente conectado.
- Sistema Castor (Aa/Ab/Ba/Bb) e YY Geminorum (logo, Castor Ca/Cb) é geralmente considerado um sistema físico.
- Sistema Mizar (Aa/Ab/Ba/Bb) e Alcor (ela própria, uma binária, logo Mizar CaCb, embora geralmente não considerado físico até 2009).